# Plagiorhynchus (Plagiorhynchus) ponticus
Plagiorhynchus (Plagiorhynchus) ponticus is een soort in de taxonomische indeling van de Acanthocephala (haakwormen). De worm wordt meestal 1 tot 2 cm lang. Ze komen algemeen voor in het maag-darmstelsel van ongewervelden, vissen, amfibieën, vogels en zoogdieren.
De haakworm komt uit het geslacht Plagiorhynchus en behoort tot de familie Plagiorhynchidae. Plagiorhynchus (Plagiorhynchus) ponticus werd in 1992 beschreven door Lisitsina.